# B Positive
B Positive é uma sitcom americana, criada por Marco Pennette e produzida por Chuck Lorre para a Warner Bros. Television. A série multicâmara é exibida pela CBS nas noites de quinta-feira como parte da temporada de 2020-21. Estreou em 5 de novembro de 2020.

## Enredo
A série segue um terapeuta recém-divorciado, que necessita de um transplante de rins, porém é portador do sangue B Positivo, e uma mulher de seu passado, é uma doadora em potencial.

## Elenco

### Principal
- Thomas Middleditch como Drew Dunbar
- Annaleigh Ashford como Gina Dabrowski
- Kether Donohue como Gabby
- Sara Rue como Julia Dunbar (regular 1ª temporada; participação 2ª temporada)
- Izzy G como Maddie Dunbar (regular 1ª temporada; recorrente 2ª temporada)
- Terrence Terrell como Eli Russell (regular 1ª temporada; recorrente 2ª temporada)
- David Anthony Higgins como Jerry Platt (recorrente 1ª temporada; regular 2ª temporada)
- Darryl Stephens como Gideon (recorrente 1ª temporada; regular 2ª temporada)
- Linda Lavin como Norma Goldman (recorrente 1ª temporada; regular 2ª temporada)

### Recorrente
- Briga Heelan como Samantha Turner (1ª temporada)
- Bernie Kopell como Sr. Knudsen (1ª temporada)
- Anna Maria Horsford como Althea Ludlum (2ª temporada)
- Héctor Elizondo como Harry Milton (2ª temporada)
- Jane Seymour como Bette (2ª temporada)
- Jim Beaver como Spencer Williams (2ª temporada)
- Ben Vereen como Peter Morgan (2ª temporada)
- D.B. Sweeney como Bert (2ª temporada)
- Priscilla Lopez como Meredith Milton (2ª temporada)
- Rondi Reed como Irene (2ª temporada)

## Dublagem (versão brasileira)
| Personagem  | Dublador(a)        |
| ----------- | ------------------ |
| Drew        | Clécio Souto       |
| Gina        | Pamella Rodrigues  |
| Norma       | Ilka Pinheiro      |
| Gabby       | Bia Barros         |
| Gideon      | Luiz Sérgio Vieira |
| Jerry       | Eduardo Borgerth   |
| Eli         | Francisco Junior   |
| Samantha    | Evie Saide         |
| Julia       | Priscila Amorim    |
| Maddie      | Beatriz Pimenta    |
| Harry       | Carlos Gesteira    |
| Bette       | Miriam Ficher      |
| Spencer     | Hélio Ribeiro      |
| Peter       | Malta Junior       |
| Althea      | Márcia Morelli     |
| Bert        | Oziel Monteiro     |
| Sr. Knudsen | André Bellisar     |
| Meredith    | Myriam Thereza     |
| Irene       | Selma Lopes        |

| Direção de dublagem  | Jackie Melo |
| Dublado nos estúdios | Cinevídeo   |

[carece de fontes?]

## Episódios

### 1.ª temporada (2020–2021)
| N.º na série | N.º na temp. | Título                  | Dirigido por  | Escrito por | Exibição original       | Audiência nos Estados Unidos (milhões) |
| ------------ | ------------ | ----------------------- | ------------- | --- | ----------------------- | -------------------------------------- |
| 1            | 1            | "Pilot"                 | James Burrows | Marco Pennette | 5 de novembro de 2020   | 5,14                                   |
| 2            | 2            | "Die Alysis"            | James Burrows | História por : Chuck Lorre & Marco Pennette e Heide Perlman Roteiro por : Chuck Lorre & Marco Pennette e Greg Malins & Darrin Bragg | 12 de novembro de 2020  | 4,90                                   |
| 3            | 3            | "Foreign Bodies"        | James Burrows | História por : Marco Pennette Roteiro por : Alexa Junge & Preston Walker                                                            | 19 de novembro de 2020  | 5,20                                   |
| 4            | 4            | "Joint Pain"            | Richie Keen   | História por : Bob Daily Roteiro por : Dan O'Shannon & Nicholas Fascitelli                                                          | 3 de dezembro de 2020   | 5,29                                   |
| 5            | 5            | "High Risk Factor"      | Richie Keen   | História por : Carol Leifer Roteiro por : Michelle Nader & Marco Pennette                                                           | 17 de dezembro de 2020  | 4,60                                   |
| 6            | 6            | "Open Heart Surgery"    | Scott Ellis   | História por : Michelle Nader Roteiro por : Bob Daily & Darrin Bragg                                                                | 21 de janeiro de 2021   | 5,05                                   |
| 7            | 7            | "Phantom Limb"          | Scott Ellis   | História por : Bob Daily & Michelle Nader & Dan O'Shannon Roteiro por : Jim Patterson & Alexa Junge & Heide Perlman                 | 11 de fevereiro de 2021 | 5,17                                   |
| 8            | 8            | "Integration Therapy"   | Scott Ellis   | História por : Alexa Junge & Jim Patterson & Heide Perlman Roteiro por : Bob Daily & Dan O'Shannon & Carol Leifer                   | 18 de fevereiro de 2021 | 5,10                                   |
| 9            | 9            | "B Negative"            | Scott Ellis   | História por : Marco Pennette & Dan O'Shannon & Darrin Bragg Roteiro por : Carol Leifer & Heide Perlman & Greg Malins               | 25 de fevereiro de 2021 | 5,19                                   |
| 10           | 10           | "B Negative Part 2"     | Richie Keen   | História por : Alexa Junge & Nick Fascitelli & Preston Walker Roteiro por : Marco Pennette & Bob Daily & Michelle Nader             | 25 de fevereiro de 2021 | 5,06                                   |
| 11           | 11           | "Recessive Gina"        | Richie Keen   | História por : Marco Pennette & Bob Daily & Michelle Nader Roteiro por : Alexa Junge & Dan O'Shannon & Heide Perlman                | 11 de março de 2021     | 4,95                                   |
| 12           | 12           | "Canine Extraction"     | ASA           | História por : Chuck Lorre & Jim Patterson & Dan O'Shannon Roteiro por : Jamie Rhonheimer & Jessica Kravitz & Carol Leifer          | 11 de março de 2021     | 3,85                                   |
| 13           | 13           | "Inflammatory Response" | Scott Ellis   | História por : Jamie Rhonheimer & Jessica Kravitz & Heide Perlman Roteiro por : Jim Patterson & Dan O'Shannon & Alexa Junge         | 11 de março de 2021     | 3,80                                   |
| 14           | 14           | "Love Life Support"     | Scott Ellis   | História por : Marco Pennette & Michelle Nader & Bob Daily Roteiro por : Heide Perlman & Jamie Rhonheimer & Nicholas Fascitelli     | 15 de abril de 2021     | 4,08                                   |
| 15           | 15           | "Miss Diagnosis"        | Phill Lewis   | ASA | 22 de abril de 2021     | ASD                                    |
| 16           | 16           | "A Cute Asphyxiation"   | ASA           | ASA | 29 de abril de 2021     | ASD                                    |
| 17           | 17           | "Transplanticipation"   | ASA           | ASA | 6 de maio de 2021       | ASD                                    |
| 18           | 18           | "Life Expectancy"       | ASA           | ASA | 13 de maio de 2021      | ASD                                    |

## Produção

### Desenvolvimento
A série esteve entre os 14 pilotos solicitados pela CBS em fevereiro de 2020 e foi aprovada como série em março do mesmo ano, já que o piloto já havia completado sua produção antes do fechamento dos estúdios da Warner Bros. Television por causa da Pandemia de COVID-19.A série foi a única com o piloto concluído para a temporada de 2020-21 entre todas as emissoras na época de sua conclusão. Em 8 de maio, a CBS aprovou a série.Em 26 de outubro de 2020, Jim Patterson se juntou a série como produtor executivo e como co-showrunner.A série foi lançada em 5 de novembro de 2020. Em 21 de dezembro de 2020, a CBS deu à série um pedido de cinco episódios, aumentando o número total de episódios da temporada para 18.

### Elenco
Em 19 de fevereiro de 2020, foi anunciado que Annaleigh Ashford havia sido escalada para o piloto. Em 20 de março de 2020, foi anunciado que Kether Donohue e Sara Rue haviam se juntado ao elenco. No dia seguinte, foi anunciado que Thomas Middleditch havia sido escolhido como protagonista.

## Marketing
Em 19 de maio de 2020, a CBS estreou o primeiro teaser de 30 segundos da série.

## Recepção

### Crítica
No Rotten Tomatoes, a série possui um índice de aprovação de 87% com uma classificação média de 6.12/10, com base em 15 avaliações. No Metacritic, tem uma pontuação média ponderada de 62 em 100, com base em 14 críticos, indicando "avaliações geralmente favoráveis".